# Bodonal de la Sierra
Bodonal de la Sierra település Spanyolországban, Badajoz tartományban. Bodonal de la Sierra Fuentes de León, Fregenal de la Sierra és Segura de León községekkel határos. Lakosainak száma 993 fő (2024).

## Népesség
A település népessége az utóbbi években az alábbiak szerint változott:
| Lakosok száma | 1239 | 1183 | 1176 | 1139 | 1137 | 1093 | 1070 | 1049 | 1017 | 993  |
|               | 2001 | 2004 | 2006 | 2009 | 2011 | 2014 | 2016 | 2019 | 2021 | 2024 |